# Euxoa choris
Euxoa choris är en fjärilsart som beskrevs av Harvey 1876. Euxoa choris ingår i släktet Euxoa och familjen nattflyn. Inga underarter finns listade i Catalogue of Life.